# Лёвшин, Игорь Викторович (писатель)
И́горь Ви́кторович Лёвшин (род. 17 марта 1958, Москва) — русский поэт, прозаик, музыкант и видеорежиссёр.

## Биография
Игорь Лёвшин родился в Москве 17 марта 1958 года. В 1975 году окончил Вторую школу имени В. Ф. Овчинникова. В 1980 году окончил МИСиС. В 1980-е годы работал в Лаборатории Новых Ускорителей Физическом институте имени П. Н. Лебедева РАН (ФИАН) под руководством Бориса Яблокова.
Как писатель дебютировал в конце 1980-х годов в самиздат-альманахе «Эпсилон-салон». Был одним из наиболее активных его участников.
В начале 1990-х годов регулярно печатался в журнале «Черновик», издававшемся Александром Очеретянским в Нью-Йорке.
C 1994 по 1995 годы работал редактором в журнале «Птюч».[значимость факта?]
В 1995 году издана первая книга прозы «Жир Игоря Лёвшина» (издатель Руслан Элинин).
В 2015 году вышел сборник рассказов Лёвшина «Петруша и комар» (в серии «Уроки русского», издатель Олег Зоберн).
В 2017 году в издательстве Новое литературное обозрение (НЛО) вышел сборник стихов разных лет «Говорящая ветошь» (nocturnes & nightmares).
Активный участник (автор словарных статей) проекта «Словарь культуры XXI века».
Как музыкант, Лёвшин выступал с группой «Карамаджонги»; сооснователь музыкальной группы Fake Cats Project.

## Признание
- Cборник рассказов Лёвшина «Петруша и комар» вошёл в шорт-лист Премии Андрея Белого[6], в лонг-лист премии «НОС»[7], а прозаик Евгений Чижов включил её в список из 10 самых интересных книг современных российских писателей[8].

- Рассказ Лёвшина «Полёт», опубликованный в журнале «Знамя»[9], был рекомендован для всероссийского итогового сочинения (направление «Между прошлым и будущим»)[10] и вебинара на Youtube.com по русской литературе для старшеклассников средней школы[11].